# Московский телеграф
«Моско́вский телегра́ф» — первый в России энциклопедический журнал. Издавался Николаем Полевым в московской типографии Августа Семена с 1825 по 1834 год. Выходил с периодичностью раз в две недели. Объём номера составлял не менее 4-5 печатных листов (более 120 листов формата А4).
Николай Полевой, приступая к изданию своего журнала, учитывал опыт европейской периодики, традиции отечественной печати и современные общественные потребности. Журнал обладал энциклопедическим охватом и содержал разделы о науке и искусстве, о словесности, о моде, а также разделы «Библиография и критика», «Известия и смесь». Поначалу в его содержании преобладал нон-фикшн (публицистика, новости науки), однако со временем акцент сместился на художественную литературу.
Открыто целью журнала объявлялось просвещение «средних сословий». Негласно Полевой занимался пропагандой романтического направления в литературе и знакомил русскую публику с сочинениями основных его представителей (например, В. Гюго). В журнале Полевого печатались авторы романтического направления — П. А. Вяземский, Е. А. Баратынский, А. С. Пушкин, А. А. Башилов, В. Н. Олин, Н. С. Теплова (дебют в печати) и другие.
Полевой ввёл в оборот неизвестное прежде слово «журналистика», озаглавив так рубрику «Московского телеграфа», посвящённую обозрению журнальных публикаций. Первоначально это слово вызывало насмешки.
Полевому удалось в издании, обращённом к самому широкому кругу читателей, сохранить высокий уровень представляемых в нём материалов. Цензором журнала выступал Сергей Глинка, отличавшийся мягким и лояльным отношением даже в период «Чугунного устава». В 1830-е годы тираж журнала рос и достиг ко времени его закрытия невиданных ранее в России тиражей (до 5000 подписчиков).
Выразитель интересов и чаяний торгово-промышленного сословия, Полевой всячески рекламировал успехи российской торговли и промышленности, а также указывал на необходимость всемерного укрепления и совершенствования экономики страны. В № 13 за 1829 год издатель предлагал бичевать сатирой представителей дворянства:
эгоистов-филантропов, либералов на словах, но мерзавцев в домашнем и общественном быту... глупую спесь, низость и невежество многих благородных, уничижение неблагородных классов народа.
С этой целью с июля 1829 года при «Московском телеграфе» стало выходить сатирическое приложение — «Новый живописец общества и литературы», ориентированный на продолжение традиций новиковской сатиры. Основным и подчас единственным автором материалов «Нового живописца» выступал сам Полевой.
Журнал был закрыт в 1834 году по личному указанию Николая I. Предлогом послужила рецензия Полевого на пьесу Н. В. Кукольника «Рука Всевышнего отечество спасла». Полевой раскритиковал данную пьесу, указывая на её льстивый характер, в то время как императору она понравилась.
После закрытия издания Н. А. Полевой был отдан под ближайший непосредственный надзор Московского обер-полициймейстера Л. Н. Цынского, который, по отзывам самих братьев Полевых, относился к бывшему редактору настолько лояльно, насколько это позволяла его должность, что, возможно, весьма поспособствовало смене взглядов Полевого на верноподданические.